# 圣穆理思堂 (斯特拉斯堡)
圣穆理思堂（法語：église Saint-Maurice）是一座罗马天主教堂区教堂，位于法国斯特拉斯堡新城区的阿诺德广场（Place Arnold）。该堂建于19世纪后期，阿尔萨斯-洛林并入德意志帝国期间。

## 历史

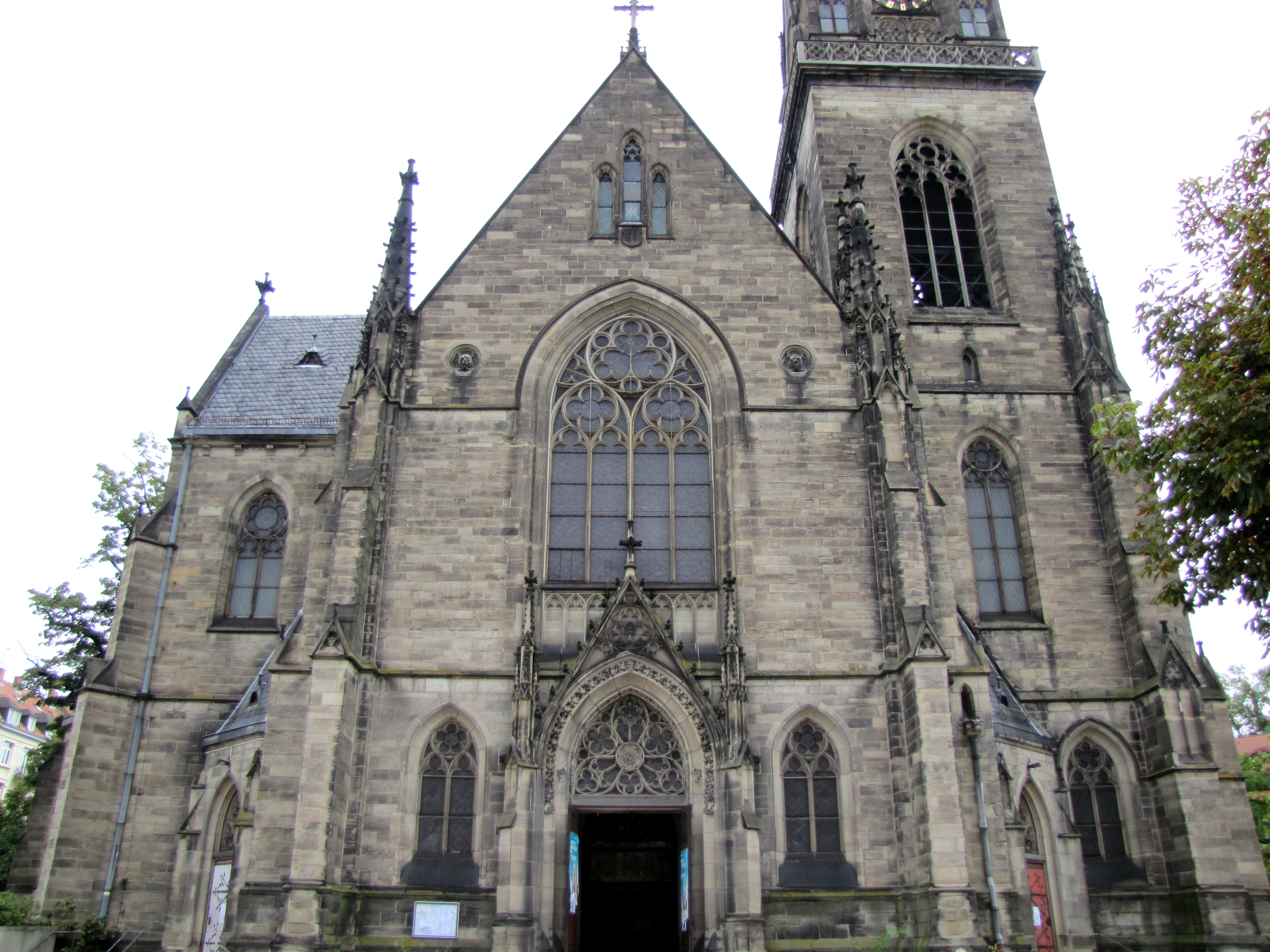
立面

教堂的建设工程开始于1895年11月，是新城区建设的一部分。教堂由来自美因茨的建筑师路德维希·贝克尔（Ludwig Becker）设计， 他的初稿在1893年的建筑比赛中被选中。经过几年的建设工程，教堂于1899年5月28日祝圣。 它最初是该市天主教驻军的教堂。
2013年2月21日，该堂遭到一名男子的破坏，他损坏了大约15尊雕像，放置他从一座清真寺里偷来的伊斯兰教祈祷毯和古兰经。该男子可能患有精神疾病。

## 建筑
这座哥特复兴式建筑从远处即可见到，如同新教的圣保罗堂。圣穆理思堂又高又瘦的钟楼高达65米，设计放置在长达几公里的视角中：孚日大道（Avenue des Vosges）、黑森林大道（Avenue de la Forêt-Noire），连接阿格诺广场（Place de Haguenau）与阿诺德广场。
保罗·杜布瓦（Paul Dubois）在1897年雕刻的圣女贞德雕像位于圣穆理思堂的东面。 雕像曾经矗立在教堂的入口处，但在阿诺德广场翻新后被移走。

## 内部
正祭台描绘的是圣穆理思的生平，而上面的十字架周围是圣母玛利亚和圣若望。在南侧小堂，祭坛画描绘的是圣母玛利亚。侧面小堂有西尔维兰德制作的现代艺术品。教堂的所有窗户都安装了花窗玻璃。
教堂的管风琴由弗里德里希·维格勒（Friedrich Weigle）于1899年制造。

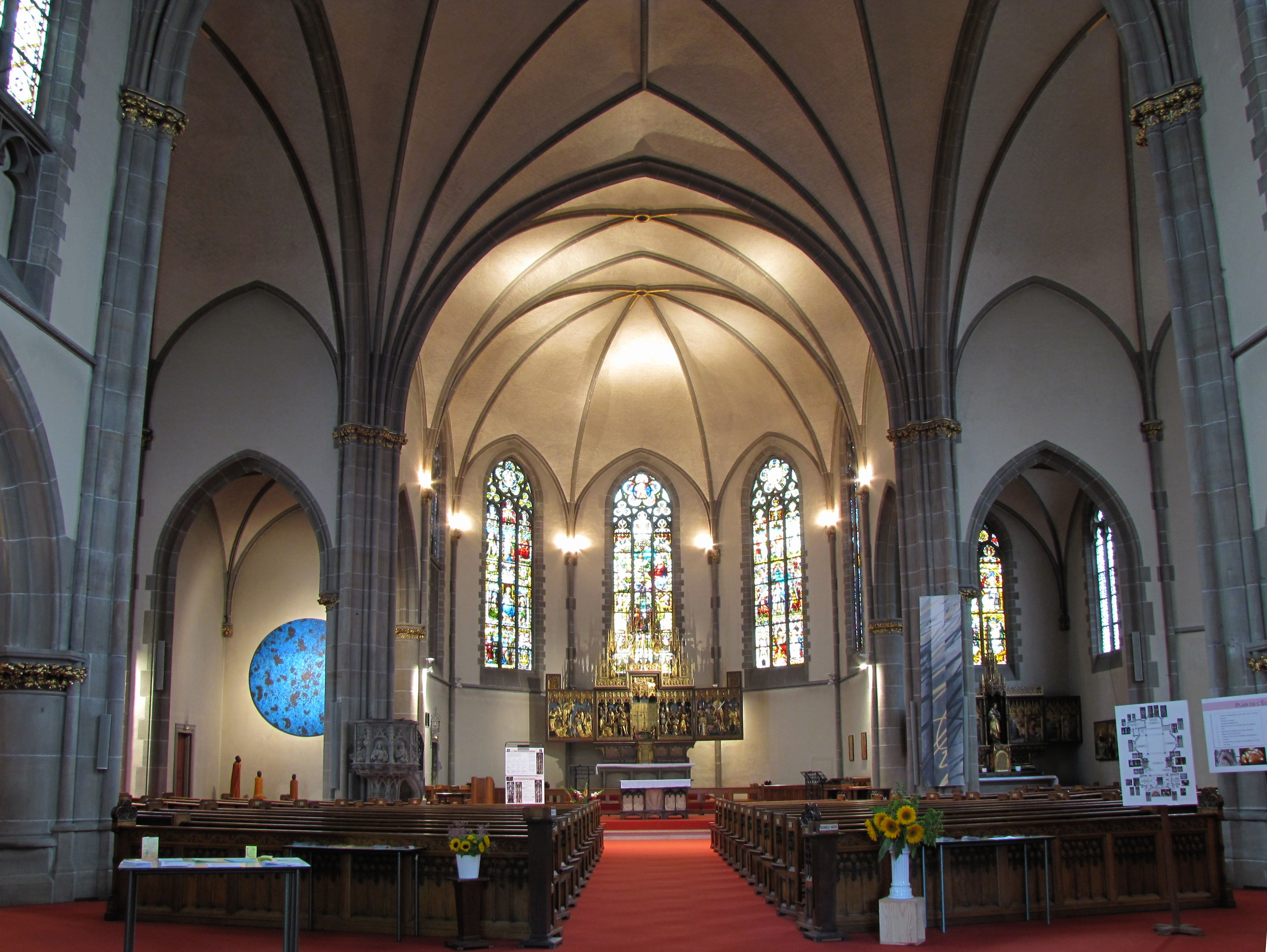
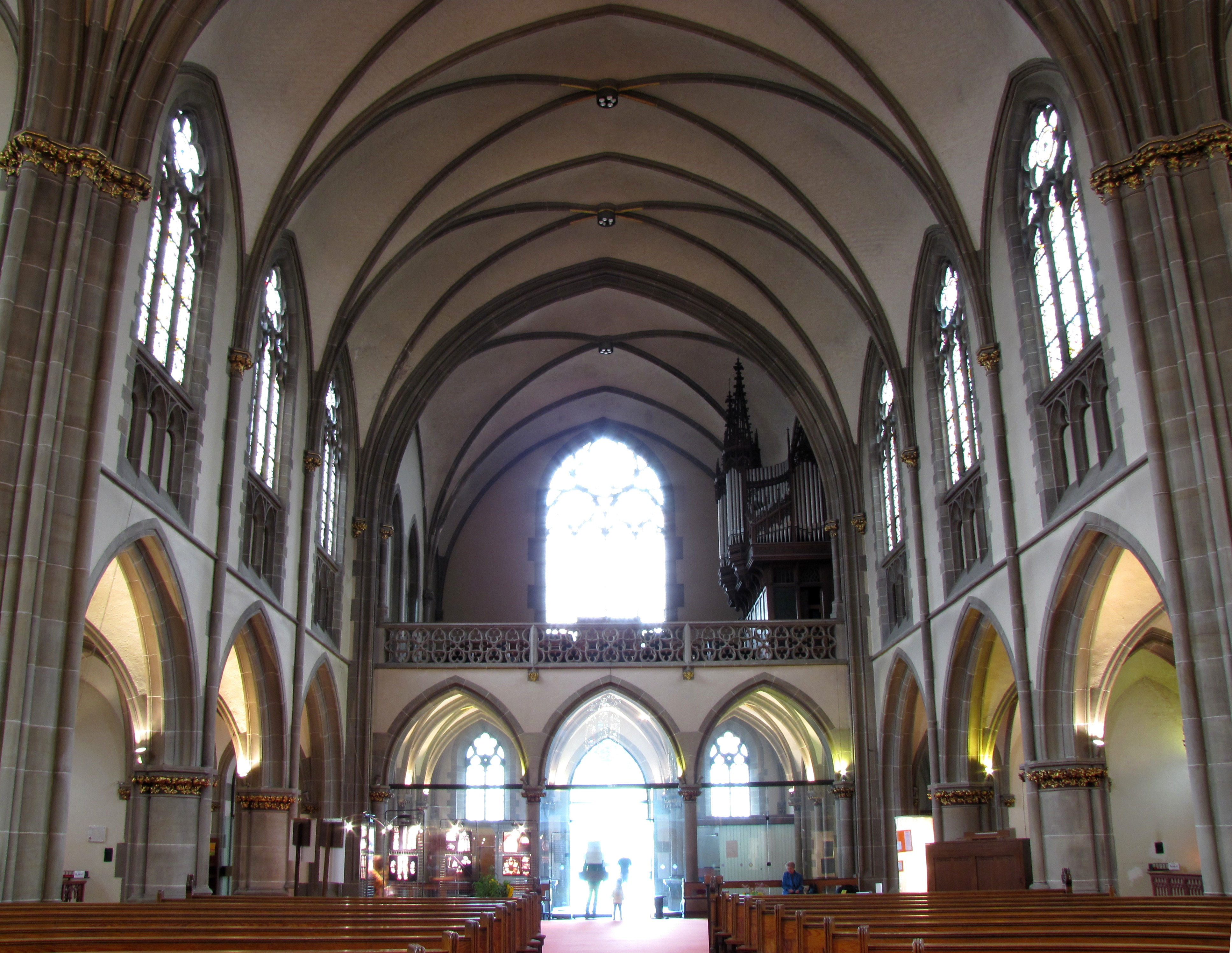
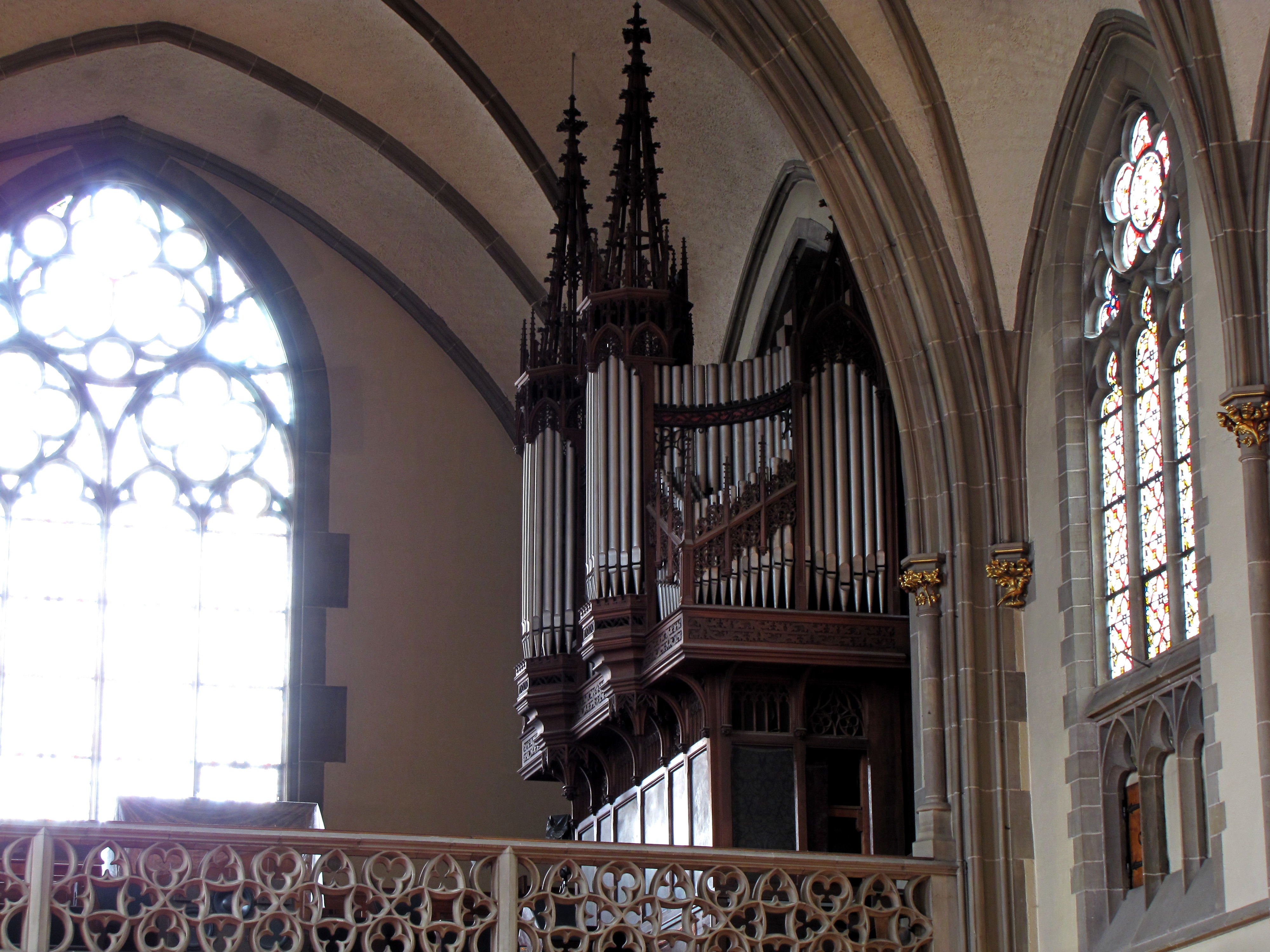
管风琴
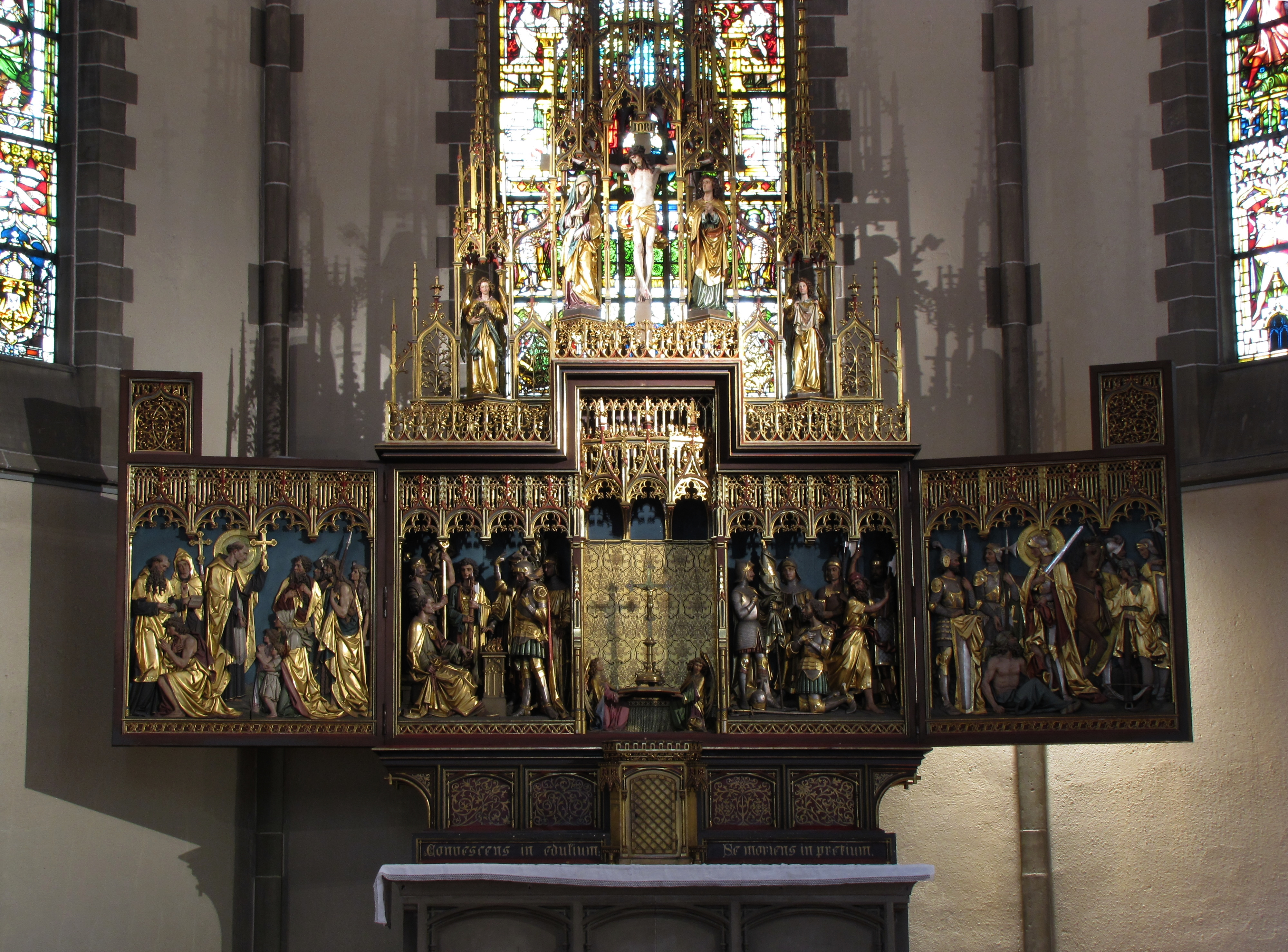
正祭台
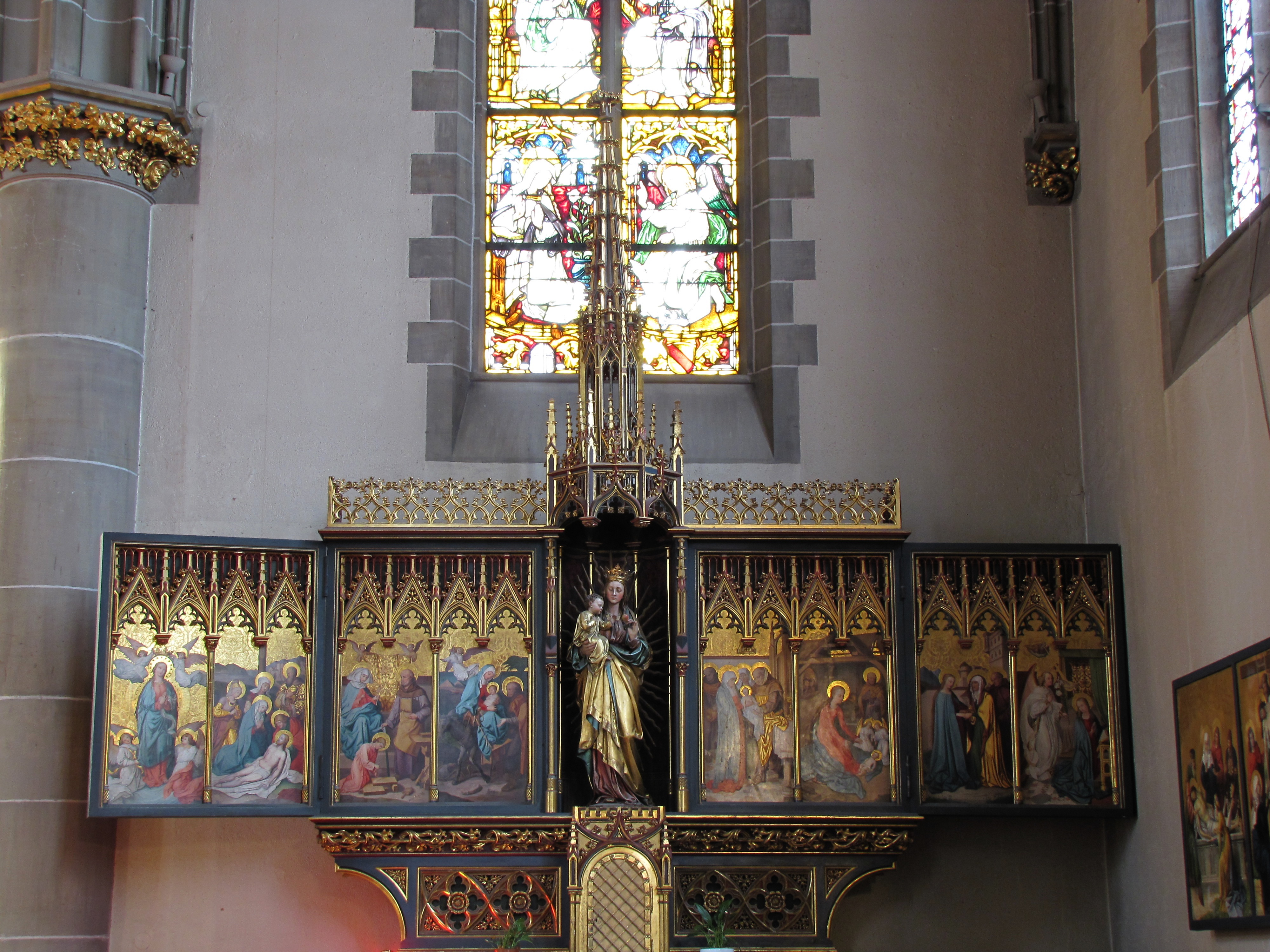
侧祭台
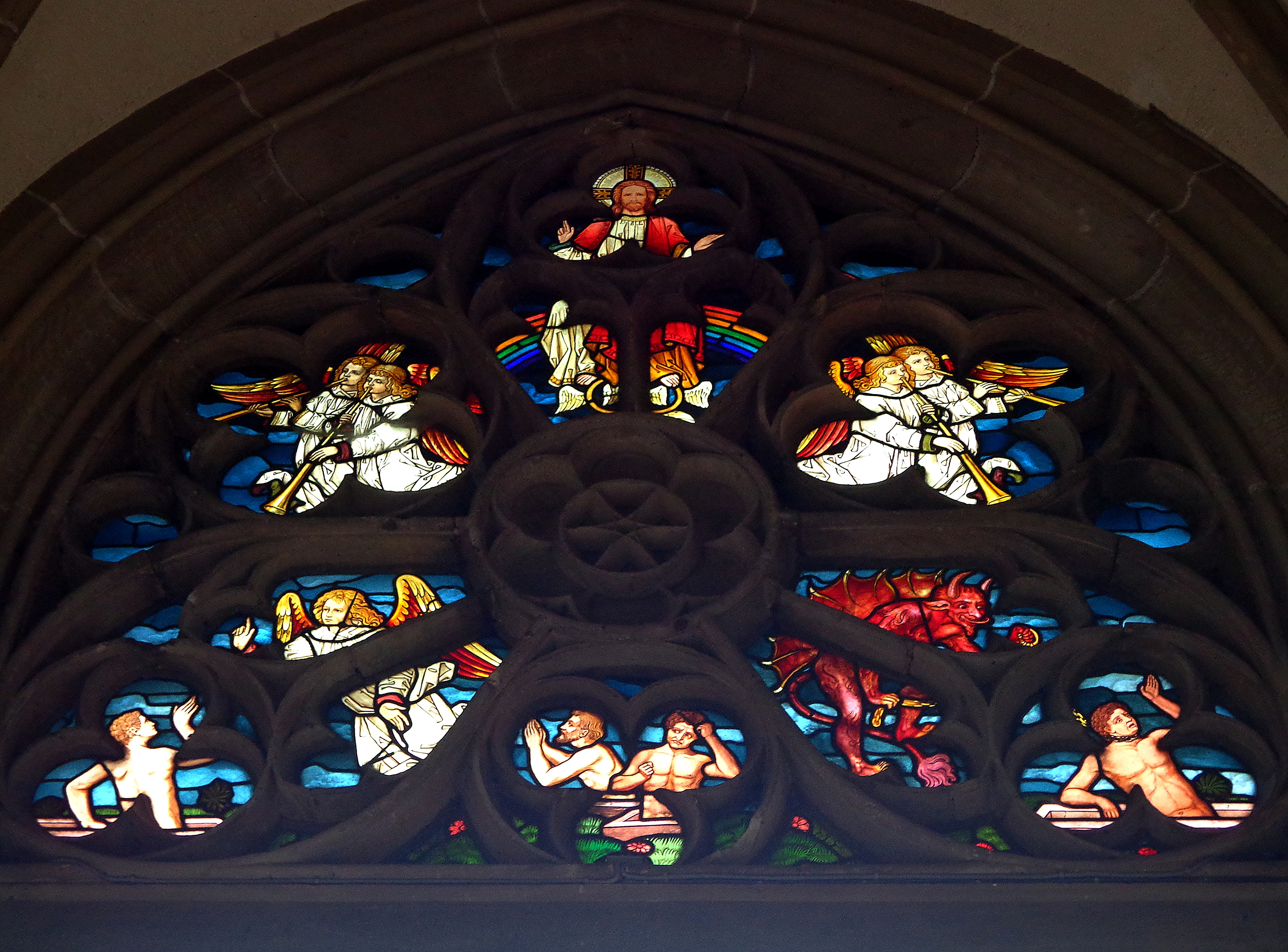
花窗玻璃: 最后审判
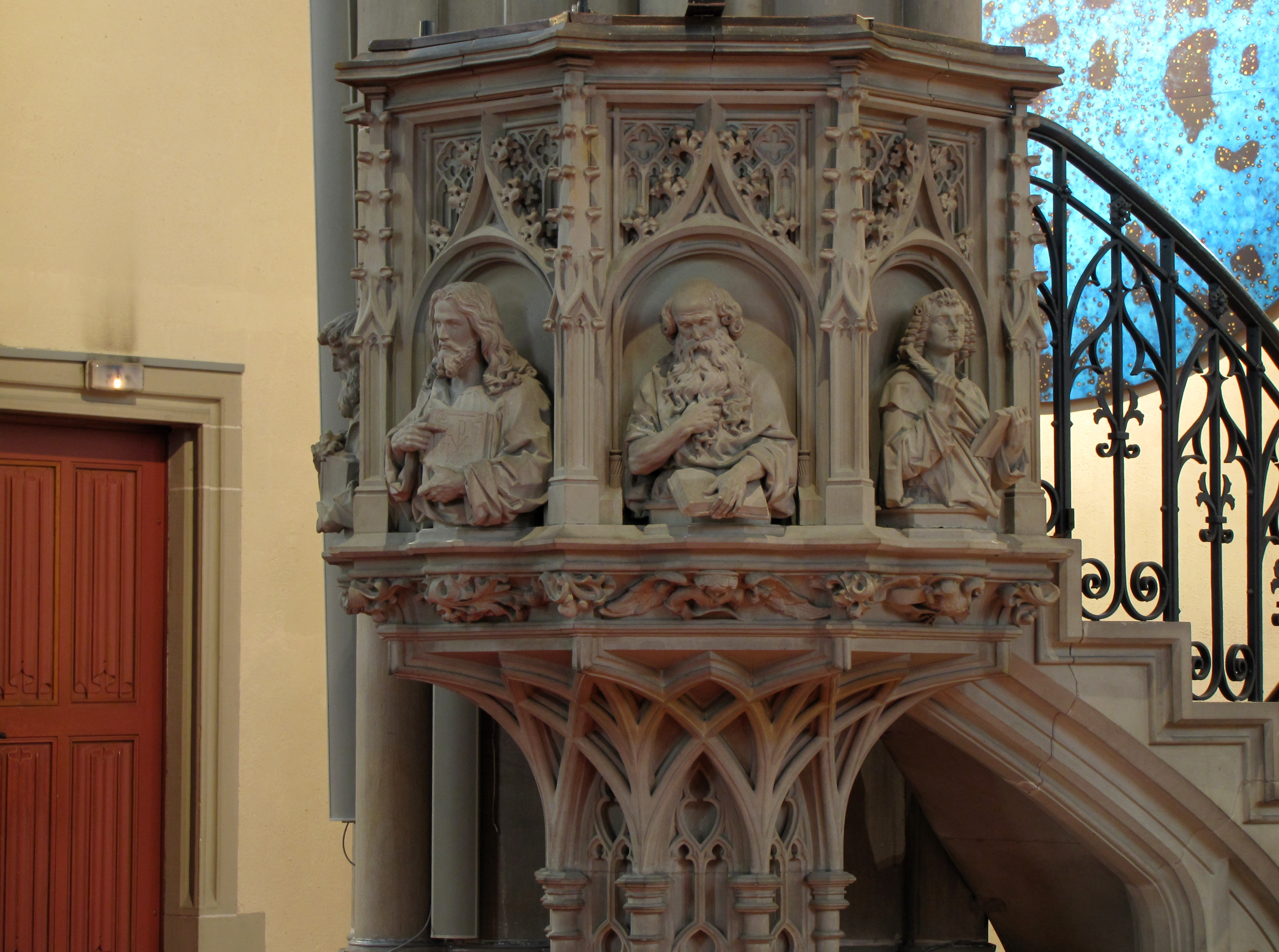
讲道坛
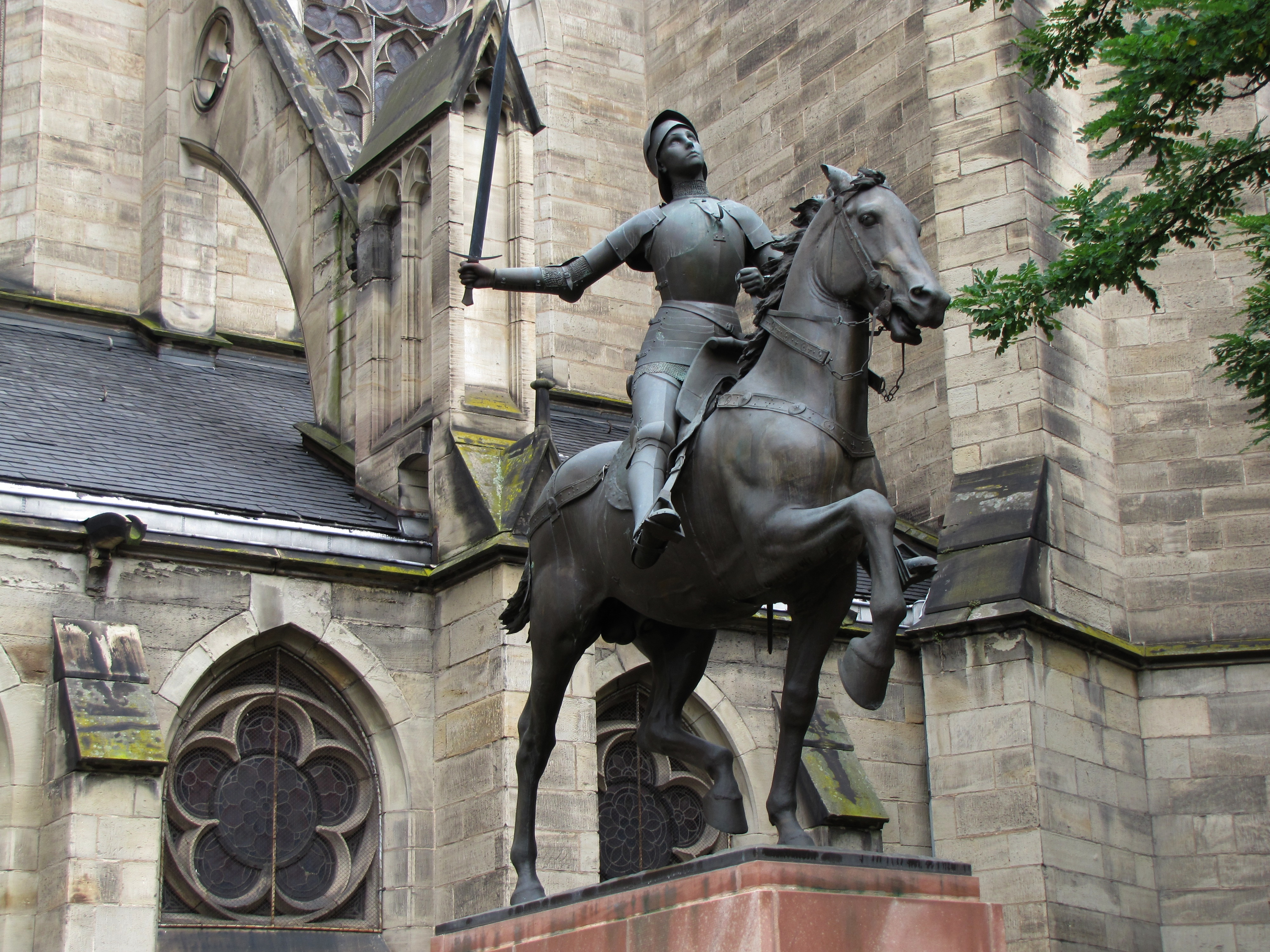
圣女贞德骑马雕像